# Syn (deusa)

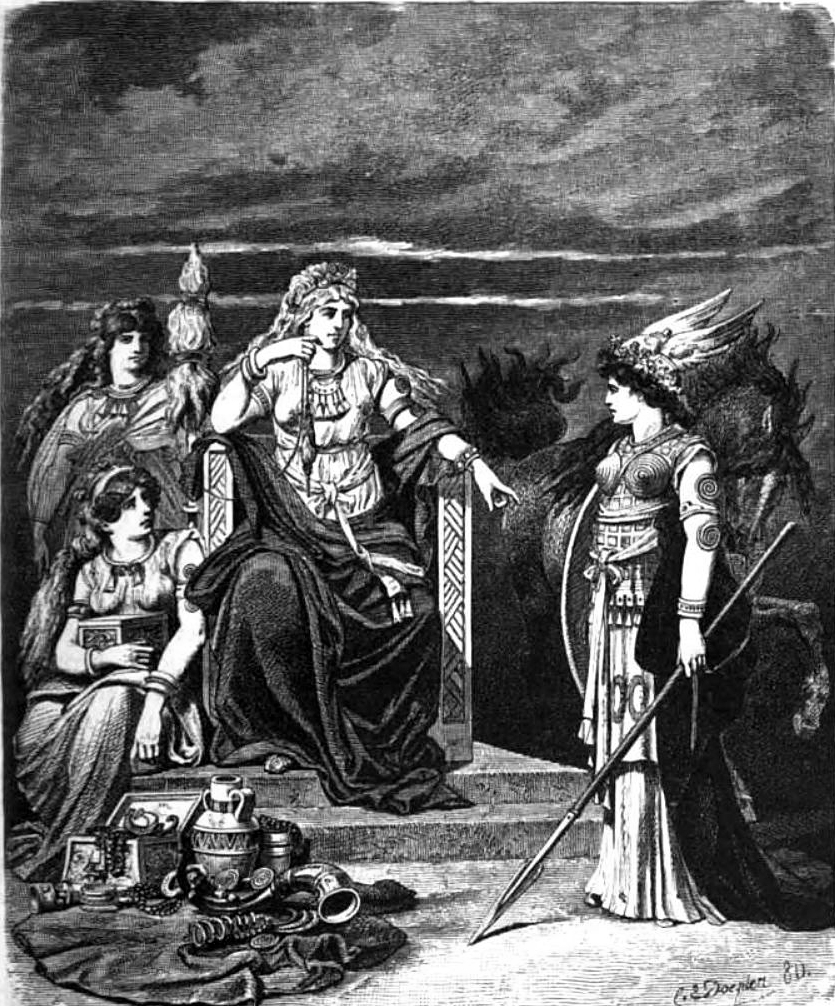
A dama sentada ao meio é Frigga, ao seu lado esquerdo estão Gná (alevantada) e Fulla (sentada), a mulher com uma lança é Syn, e atrás dela está o cavalo de Gná, Hófvarpnir.

Syn era uma deusa da mitologia nórdica ou germânica, considerada a guardiã das portas dos mundos mágicos. Em Fensalir, o palácio celeste de Frigga, Syn era a guardiã das entradas e negava passagem àqueles que não tinham permissão ou merecimento para entrar. Syn, portanto, é considerada a protetora das fronteiras e a defensora dos limites. Seu nome significava “negação” e ela era chamada nas assembleias e nos conselhos para defender aqueles que deveriam negar pedidos ou colocar limites.
Era uma deusa justa, que tudo via e sabia, por isso os povos nórdicos pediam sua presença nas disputas judiciais para assegurar o triunfo da justiça e o cumprimento dos juramentos e das promessas.
A esta deusa, os antigos nórdicos dedicavam o dia que corresponde atualmente a 2 de Junho.